# Microphiopholis puntarenae
Microphiopholis puntarenae is een slangster uit de familie Amphiuridae.
De wetenschappelijke naam van de soort werd als Amphiura puntarenae in 1856 gepubliceerd door Christian Frederik Lütken.